# Crocifissione del transetto destro

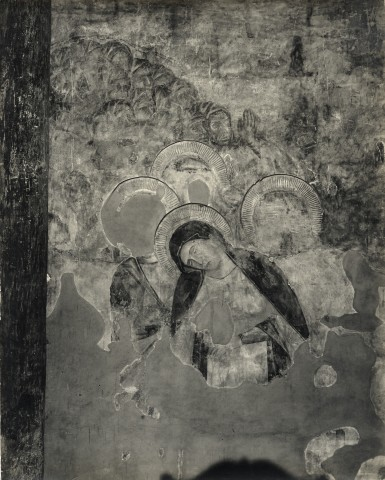
Lo svenimento di Maria, dettaglio

La Crocifissione del transetto destro è un affresco (circa 350x300 cm) di Cimabue e aiuti, databile attorno al 1277-1283 circa e conservato nella basilica superiore di San Francesco di Assisi. La scena è accoppiata simmetricamente alla Crocifissione del transetto sinistro, dall'altro lato.

## Storia
La datazione degli affreschi di Cimabue è piuttosto discorde, sebbene negli studi più recenti si sia assestata a un periodo tra il 1277, anno dell'elezione al soglio pontificio di Niccolò III e il 1283 circa. La zona del transetto sinistro è decorata dalle Storie apocalittiche.
Gli affreschi di Cimabue sono in generale in condizioni mediocri o pessime. Non fa eccezione questa Crocifissione, che oggi si presenta con la zona inferiore quasi del tutto scomparsa e con i colori spesso invertiti in negativo, per l'ossidazione della biacca dei colori chiari, diventati oggi scuri. 
Thode, Berenson e poi Nicholson l'assegnarono interamente a Cimabue, mentre negli anni sessanta fu riferita interamente alla bottega, ispirata dal maestro già partito. Coletti addirittura ipotizzò che l'opera fosse stata eseguita dai seguaci del maestro privi di guida, capaci ormai solo di rimaneggiare il cartone dell'altra crocifissione. In ogni caso tali valutazioni sono rese molto difficili dalle precarie coindizioni dell'opera. 

## Descrizione e stile
Analogamente all'altra crocifissione, Cristo si erge sulla croce al centro del dipinto, inarcato verso sinistra, con il perizoma che anche in questo caso vola verso destra con una lunga coda. La metà superiore, celeste, è affollata d'angeli che manifestano tutto il loro dolore, volando in cerchio attorno al braccio breve della croce, coprendosi il viso piangente, alzando le mani al cielo, e raccogliendo pietosamente il sangue di Gesù con delle ciotole. Cristo appare qui giù morto o nell'ultimo sussulto, con la testa ormai reclinata sulla spalla, lo sguardo rude e amaro. 
Nella metà inferiore, terrestre, si ripete la triangolazione delle figure attorno alla croce, ma è più statica dell'altra scena. I lati sono costituiti dai due soldati che lo stanno per trafiggere con la lancia (Longino) e che gli offrono la spugna imbevuta di aceto ("Stefanon"). 
A sinistra, al vertice di una piramide di astanti, la scena dello svenimento di Maria, sorretta dalle pie donne (o da un illeggibile Giovanni), che non può resistere alla visione del disprezzo mostrato verso il figlio morto o moribondo; a destra altri astanti, tra cui un uomo che leva un braccio verso Cristo: egli è la figura che secondo Matteo esclamò: "vere iste Filius Dei erat" ("veramente costui era Figlio di Dio", Mt 27, 54).